# Hans-Jürgen von Witzendorff
Hans-Jürgen Albrecht Ernst von Witzendorff, auch Hans-Jürgen von Witzendorff-Rehdiger (* 10. Dezember 1893 in Gnesen; † 15. Mai 1961 in Delmenhorst), war ein deutscher Generalleutnant der Luftwaffe im Zweiten Weltkrieg und Genealoge.

## Leben

### Herkunft
Hans-Jürgen von Witzendorff war der zweite Sohn des Gutsbesitzers auf Schloss Striese im Landkreis Trebnitz, Oberst Georg Adolf von Witzendorff-Rehdiger (1863–1945) und dessen Ehefrau Marga, geborene von Brandt-Lauchstädt. Der Vater trug in Erinnerung an seine Großmutter Elise von Rehdiger (1829–1892) seit 1914 die Namensvereinigung für die Dauer des Besitzes an Striese. Hans-Jürgen hatte zwei Geschwister: Ursula Charlotte Elisabeth (* 1895) und Gotthard Karl Paul Hieronymus (* 1892).

### Militärkarriere
Witzendorff trat 1912 als Fahnenjunker in das Feldartillerie-Regiment „von Peucker“ (1. Schlesisches) Nr. 6 der Preußischen Armee ein, avancierte bis Mitte August 1913 zum Leutnant und wurde als Zugführer verwendet.
Im Ersten Weltkrieg war Witzendorff zunächst Ordonnanzoffizier, später Zug- und Batterieführer. Im Juni 1915 wechselte er als Ordonnanz in den Stab der 11. Infanterie-Division über. Anschließend war er von Oktober 1916 bis Oktober 1917 im Generalstab des Generalkommandos z. b. V. 55 als Oberleutnant eingesetzt. Danach war Witzendorff bis zum Mai 1918 erneut Batterieführer im Feldartillerie-Regiment Nr. 277 und in seinem Stammregiment. In den letzten Kriegsmonaten fungierte er als Adjutant im Generalkommando z. b. V. 55. Er schied im März 1920 aus dem aktiven Militärdienst aus. Nach seiner Verabschiedung erhielt er am 4. April 1921 den Charakter als Hauptmann.
Ab Juli 1926 wurde Witzendorff L-Offizier und Hauptmann in der Reichswehr bis war Ende Juli 1933 beim Stab der 2. Kavallerie-Division. Ab August 1933 wurde er offiziell für das Heer reaktiviert und war anschließend bis Ende April 1934 Referent in der Abteilung N-Flak im Reichswehrministerium. Im Mai 1934 wurde Witzendorff beim Stab der I. Abteilung des Artillerie-Regiments 3 verwendet. In dieser Funktion erlitt er am 2. Juni 1934 bei einem Dienstunfall schwerste Beinverletzungen, die eine Beinamputation nach sich zogen. Nach seiner Genesung wurde er ab Oktober 1934 Schwadron-Chef der Fahr-Abteilung 12 und am 1. Januar 1935 zum Major befördret. Im April 1935 wechselte er zur Luftwaffe über und war dort bis Ende September 1936 Batteriechef im Flak-Regiment 12. Anschließend vom Oktober 1936 bis Ende Januar 1938 Kommandeur der I. Abteilung des Flak-Regiments 20 (Umbenannt in Flak-Regiments 7). Zwischenzeitlich zum Oberstleutnant aufgestiegen, fungierte er von Februar bis November 1938 als Kommandeur des Ausbildungsstabes der Flakartillerieschule in Rerik/Wustow.
Im November 1938 wurde ihm das Kommando des Flak-Regiments 26 übertragen, welches als „Flakgruppe Bremen“ bekannt war. Witzendorff avancierte vor dem Beginn des Zweiten Weltkriegs am 1. August 1939 zum Oberst. Ende Januar 1941 gab er das Kommando ab und wurde Kommandeur der 8. Flak-Brigade. Vom Juni 1941 bis April 1943 war er Höheren Kommandeur der Flak-Ersatzregimenter. Im Januar 1943 wurde er zum Generalmajor ernannt. Anschließend war er bis Ende Januar 1945 Kommandeur der Flak-Ersatz-Division und Flak-Ausbildungs-Division. Am 30. Januar 1945 wurde Witzendorff zum Generalleutnant befördert als Kommandeur der Flak-Ersatz-Division. Im April 1945 übernahm er als Kampfkommandant die Flak- Schul- und Ersatz-Division Süd mit Gefechtsstand in München. Mitte. April 1945 geriet er mit seinem Divisionsstab in US-amerikanische Kriegsgefangenschaft, aus der er im  Mai 1947 entlassen wurde.

### Genealogisches Werk
Witzendorf (meist zitiert als „Witzendorff-Rehdiger“) arbeitete nach 1947 als Genealoge. Er hat sich laut einer Erwähnung im Archiv für Sippenforschung und alle verwandten Gebiete durch seine „gewissenhafte Arbeitsweise“ am Genealogischen Handbuch des Adels ausgezeichnet. Gegensätzlich schrieb Oskar Pusch über ihn, er sei „nicht genügend genealogisch versiert“ gewesen und habe durch seine zu unwissenschaftliche Arbeitsweise viele Fehler gemacht. Der gleichfalls in Bremen wohnhafte Genealoge Stein habe diese übernommen. Witzendorff erstellte u. a. Stammtafeln der Freiherren von Braun und Grafen von Pfeil und Klein-Ellguth, seine Arbeiten über Breslauer Rats- und Stadtfamilien blieben im Deutschen Adelsarchiv unveröffentlicht.

## Schriften
- Die Personalschriften der Bremer Staatsbibliothek bis 1800. Friedrich Trujen Verlag, Bremen 1960.
- Die Schaffgotsch, eine genealogische Studie. In: Jahrbuch der Schlesischen Friedrich-Wilhelms-Universität zu Breslau. Band 4, Degener & Co, Insingen 1959, S. 104–123., In: Regesta Imperii.
- Stammtafeln Lüneburger Patriziergeschlechter • Veröffentlichung der „Familienkundlichen Kommission für Niedersachsen und Bremen sowie angrenzende ostfälische Gebiete“, Heinz Reise Verlag Göttingen 1952